# Kjell Johansson (tafeltennisser)

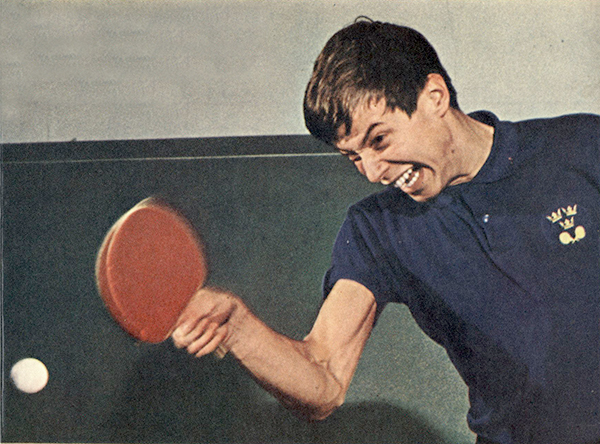
Kjell Johansson 1966

Kjell Johansson (Eskilstuna, 5 oktober 1946 – Eksjö, 24 oktober 2011 ) was een Zweeds tafeltennisser.
Hij was wereldkampioen dubbelspel in 1967, 1969 (beide met Hans Alsér) en 1973 (met Stellan Bengtsson), werd in 1964 en 1966 Europees kampioen enkelspel en won in 1975 de Europa Top-12, waarop hij een jaar later verliezend finalist was. Johansson verloor in 1973 de WK-finale enkelspel van de Chinees Xi Enting.
Johansson speelde 240 interlands voor de Zweedse nationale ploeg. Tijdens het WK van 1967 speelde hij daarin samen met zijn broer, Christer Johansson. Hij won in 1975 de Europese Top-12 door in de finale de Joegoslaaf Anton Stipančić te verslaan. Een jaar later stond hij wederom in de finale, maar hij verloor; ditmaal van de Joegoslaaf Dragutin Šurbek.

## Erelijst
Belangrijkste resultaten:
- Wereldkampioen dubbelspel in 1967, 1969 (beide met Hans Alsér) en 1973 (met Stellan Bengtsson)
- Verliezend finalist WK enkelspel 1973
- Winnaar Europa Top-12 in 1975
- Europees kampioen enkelspel 1964 en 1966
- Europees kampioen dubbelspel 1966 (met Hans Alsér) en 1976 (met Stellan Bengtsson), vijfmaal zilver
- Europees kampioen landenteams 1964, 1966, 1968 en 1970, 1972 en 1974 (met Zweden)
- Winnaar European & Nordic Championships 1963 en 1965 en 1969 (driemaal zowel enkel- als dubbelspelwinst)
- Zweeds kampioen 1964, 1966, 1969, 1971, 1974, 1976